# Hôpital Ruttonjee
L'hôpital Ruttonje (律敦治醫院) est un centre hospitalier de Hong Kong situé dans le quartier de Wan Chai. Il est affilié à la faculté de médecine Li Ka-shing (en) de l'université de Hong Kong, et offre des opportunités de stage clinique aux étudiants en médecine de l'université.

## Histoire

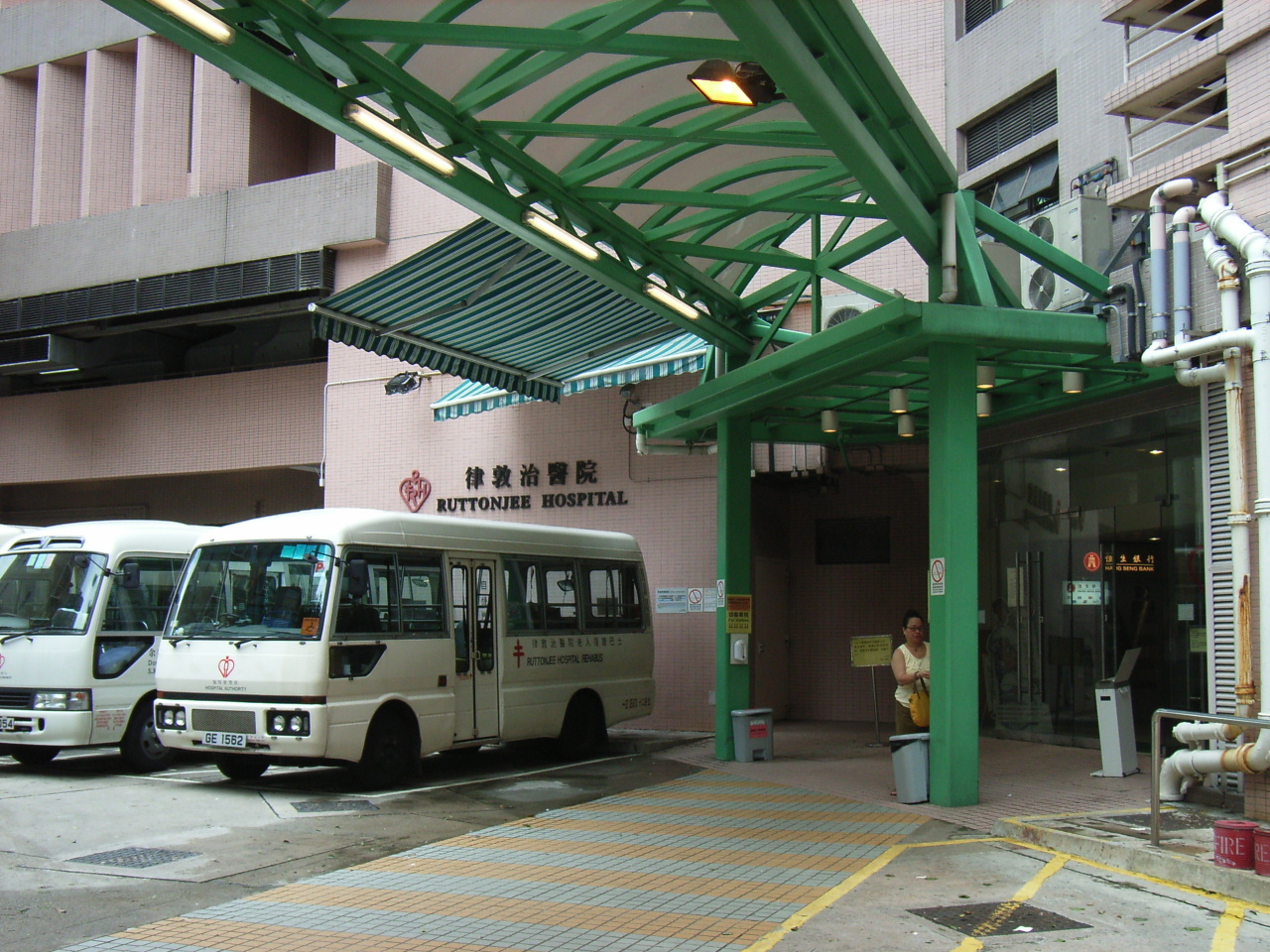
Entrée de l'hôpital.

Situé au centre de Wan Chai, l'hôpital Ruttonjee tire son origine à plus de 140 ans avec la fondation en 1841 de l'hôpital royal naval sur le mont Shadwell, qui sera gravement endommagé pendant la Seconde Guerre mondiale.
En 1949, le « sanatorium Ruttonjee » (律敦治療養院) est créé avec le soutien de Jehangir Hormusjee Ruttonjee (en) en mémoire de sa fille, Tehmi Ruttonjee-Desai, décédée de tuberculose en 1943. C'est l'une des principales institutions traitant spécifiquement la tuberculose à Hong Kong. Le développement et l'agrandissement de l'hôpital sont supervisés par Mary Aquinas Monaghan (en), une nonne missionnaire irlandaise.
Il est transformé en « hôpital Ruttonjee », un centre hospitalier général de 600 lits, en 1991, non seulement parce que le nombre de patients atteints de tuberculose a diminué, mais aussi parce que les patients sont de plus en plus traités par chimiothérapie ambulatoire. L'hôpital offre désormais une large gamme de services pour répondre aux exigences de la communauté urbaine. Il ne possède cependant pas de couverture pédiatrique, obstétricale ou gynécologique. C'est le seul hôpital de Hong Kong à proposer des opérations de changement de sexe. Le service de gériatrie s'est également développé ces dernières années en réponse au vieillissement de la population du district de Wan Chai.

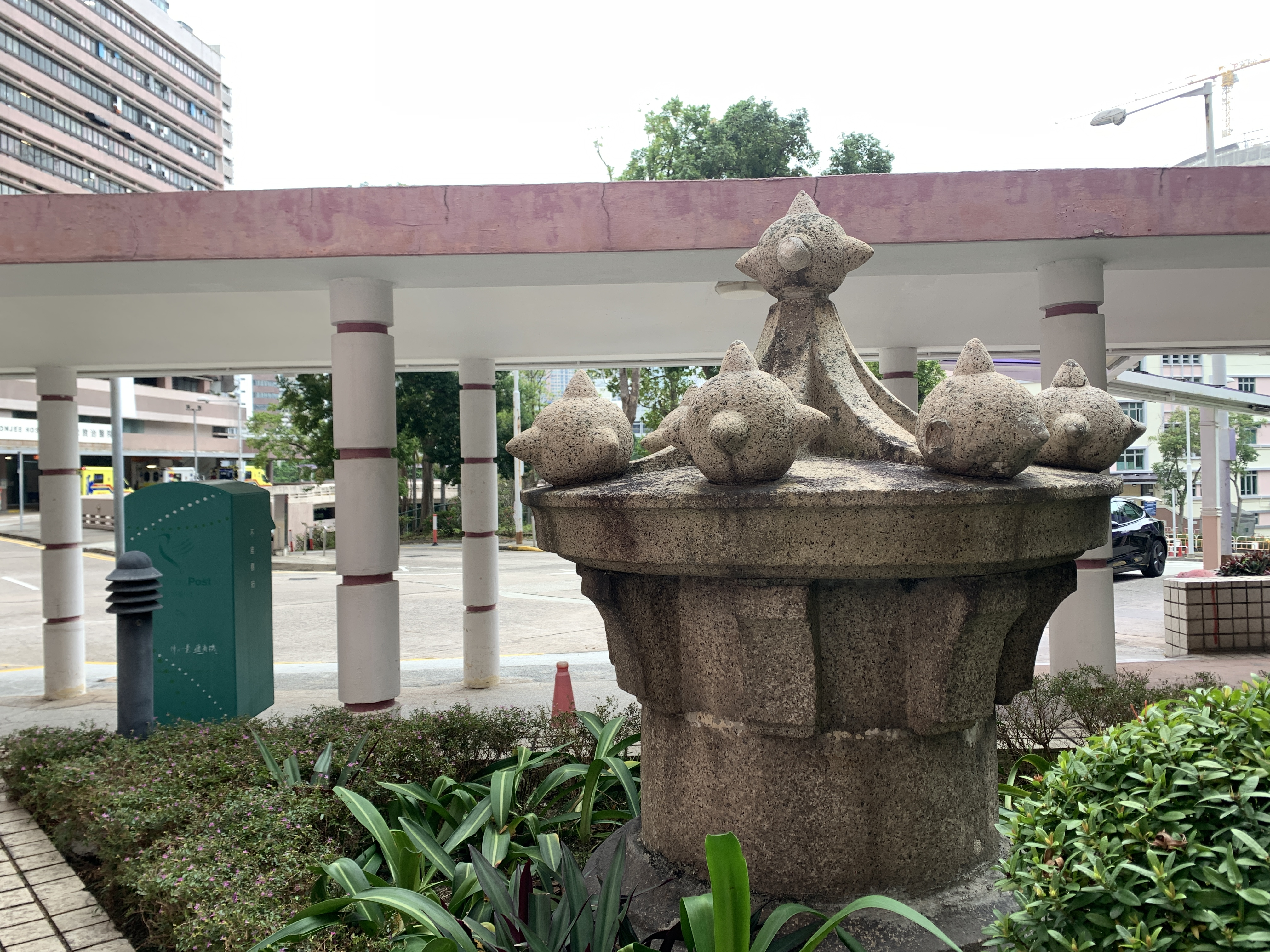
L'une des pierres de poteau d'entrée survivantes de l'hôpital royal naval. Aujourd'hui placée près de l’entrée de l’hôpital.

## Services
- Service d'urgence 24 heures sur 24
- Anesthésie
- Unité de soins cardiaques et intensifs
- Radiologie
- Gériatrie
- Médecine d'infirmerie et de réadaptation
- Orthopédie et Traumatologie
- Soins palliatifs
- Pathologie
- Médecine respiratoire
- Chirurgie

### Autres
- Programme de réadaptation cardiaque et pulmonaire
- Aumônerie et pastorale
- Unité d'endoscopie combinée
- Évaluation gériatrique communautaire
- Unité de diagnostic électromédical
- Hôpital de jour gériatrique
- Centre de ressources en santé
- Quartier d'hébergement spécial
- Service ambulatoire spécialisé
- Service bénévole

## Controverse
Le 31 mars 2010, la Haute Cour de Hong Kong (en) approuve un règlement dans le cadre de l'action en justice intentée par l'auteur britannique Martin Jacques (en) à la suite du décès de son épouse Harinder Veriah. Elle avait été hospitalisée à l'hôpital Ruttonjee après une crise d'épilepsie le 1er janvier 2000 et était décédée le lendemain soir. L'affaire semble révéler les préjugés raciaux et la négligence médicale de la part des médecins et du personnel.